# Оффаненго
Оффаненго (итал. Offanengo) — коммуна в Италии, располагается в регионе Ломбардия, подчиняется административному центру Кремона.
Население составляет 5845 человек (на 2004 г.), плотность населения составляет 459 чел./км². Занимает площадь 12 км². Почтовый индекс — 26010. Телефонный код — 0373.
Промышленность: в Оффаненго находится один из самых крупных химических заводов COIM. Завод изготавливает сложные полиэфиры, продукты на их основе, а также сырьевые материалы для производства изделий из ТПУ и эластомеров.
В коммуне 10 августа особо поминается святой Лаврентий.